# Smedhus
Smedhus is een plaats in de Noorse gemeente Moss, fylke Østfold. Smedhus telt 614 inwoners (2007) en heeft een oppervlakte van 0,4 km².